# Peracle philiporum
Peracle philiporum is een slakkensoort uit de familie van de Peraclidae. De wetenschappelijke naam van de soort is voor het eerst geldig gepubliceerd in 1990 door Gilmer.